# Gmina związkowa Traben-Trarbach
Gmina związkowa Traben-Trarbach (niem. Verbandsgemeinde Traben-Trarbach) – gmina związkowa w Niemczech, w kraju związkowym Nadrenia-Palatynat, w powiecie Bernkastel-Wittlich. Siedziba gminy związkowej znajduje się w mieście Traben-Trarbach. Powstała 1 lipca 2014 z połączenia gminy związkowej Kröv-Bausendorf z gminą związkową Traben-Trarbach.

## Podział administracyjny
Gmina związkowa zrzesza 16 gmin, w tym jedną gminę miejską (Stadt) oraz 15 gmin wiejskich (Gemeinde):
1. Bausendorf
2. Bengel
3. Burg (Mosel)
4. Diefenbach
5. Enkirch
6. Flußbach
7. Hontheim
8. Irmenach
9. Kinderbeuern
10. Kinheim
11. Kröv
12. Lötzbeuren
13. Reil
14. Starkenburg
15. Traben-Trarbach, miasto
16. Willwerscheid